# Argyrochosma jonesii
Argyrochosma jonesii là một loài thực vật có mạch trong họ Adiantaceae. Loài này được (Maxon) Windham miêu tả khoa học đầu tiên năm 1987.

## Hình ảnh

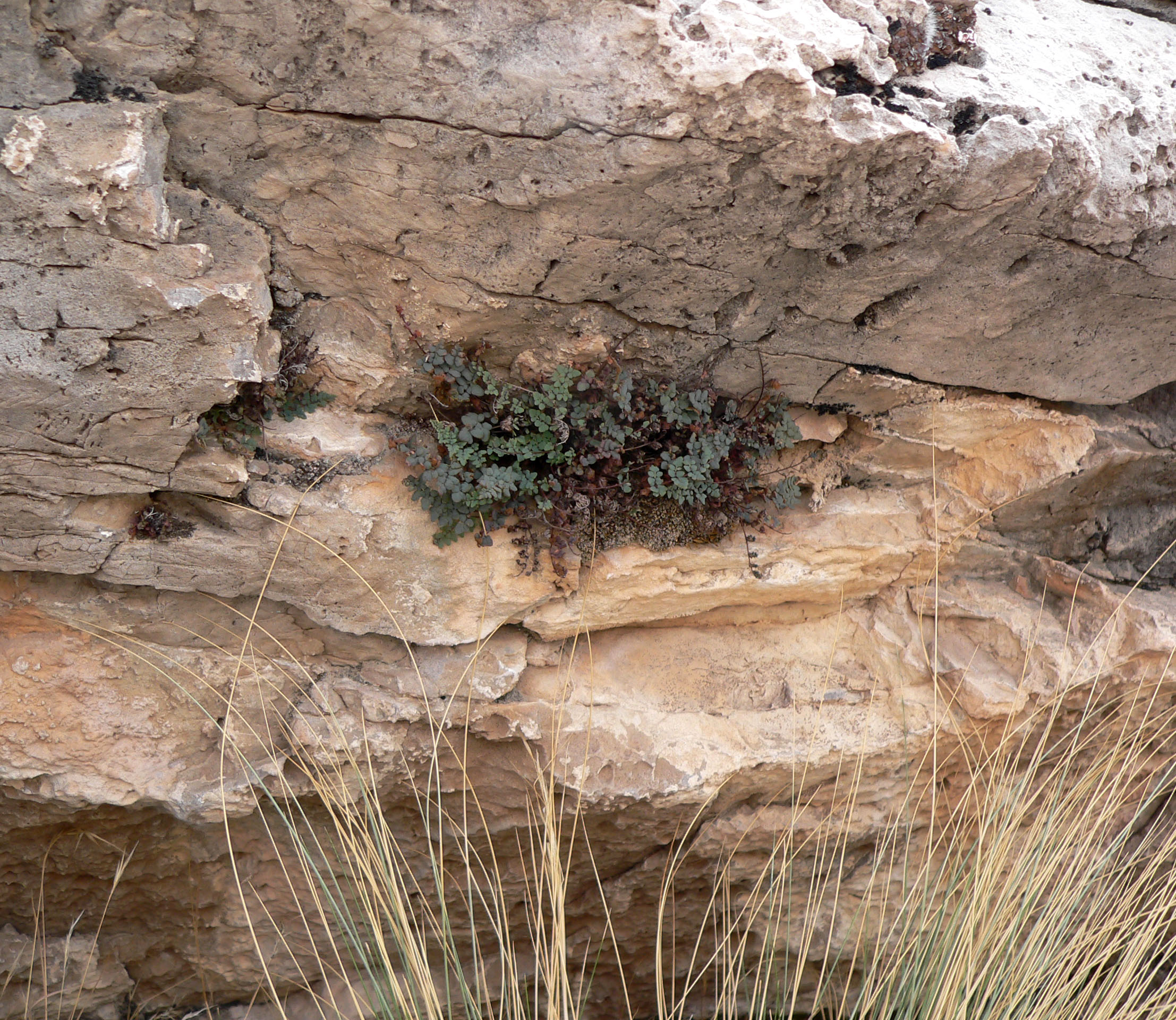
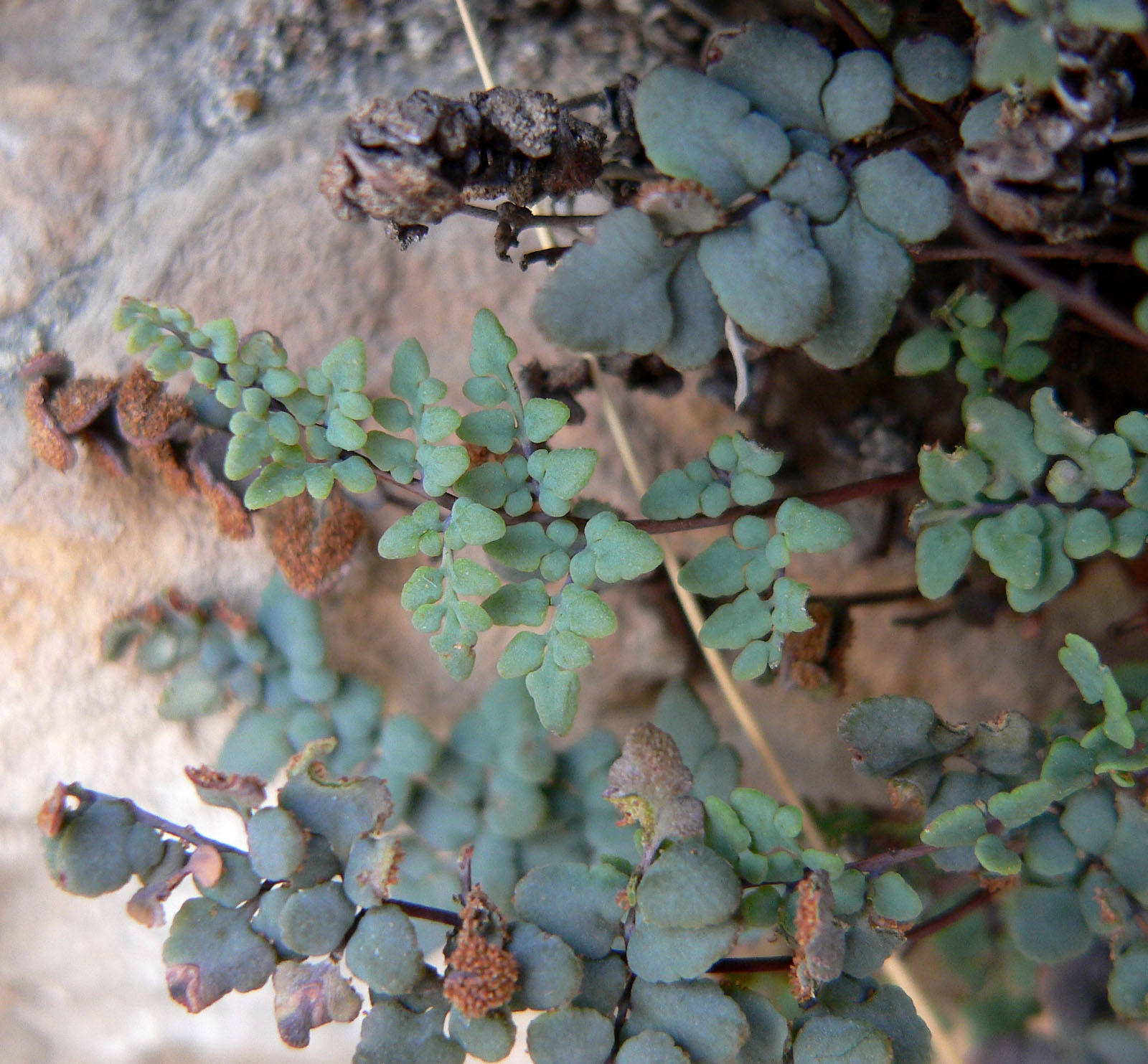
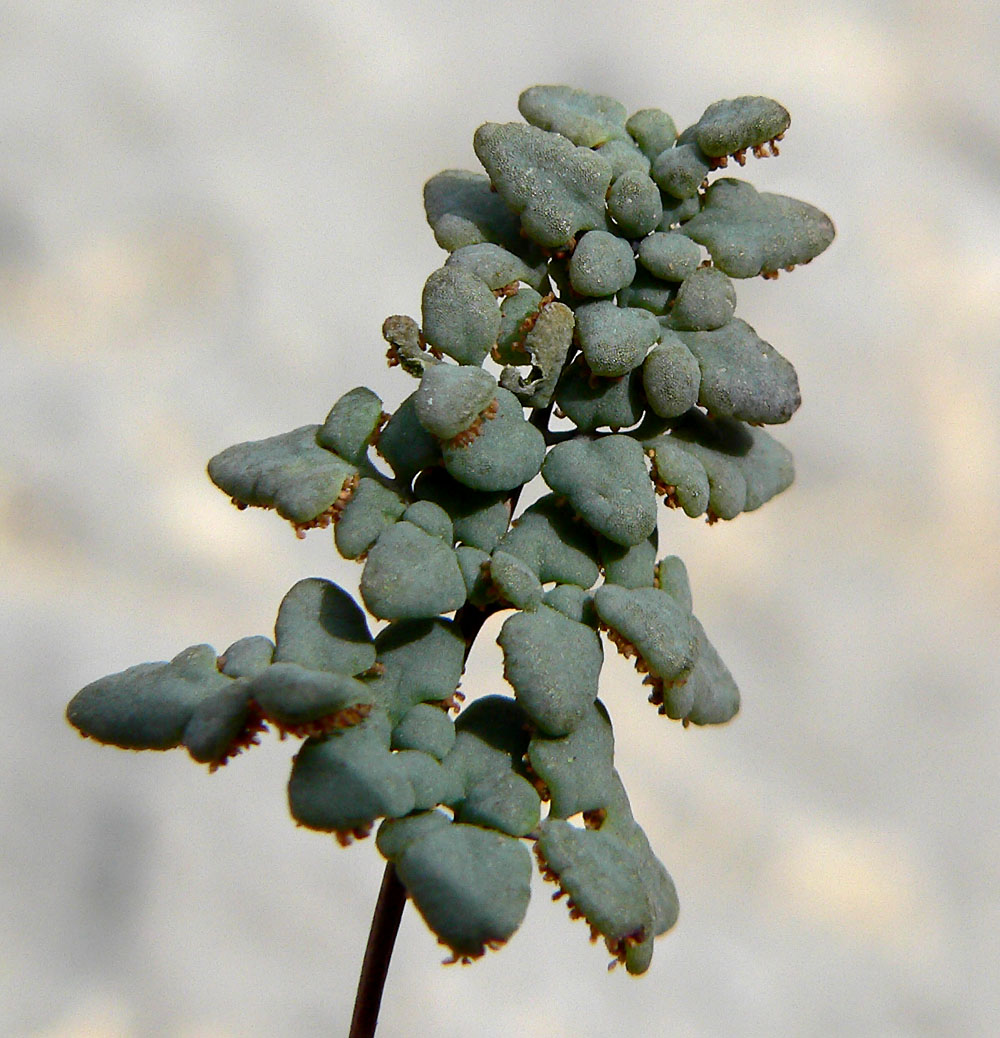
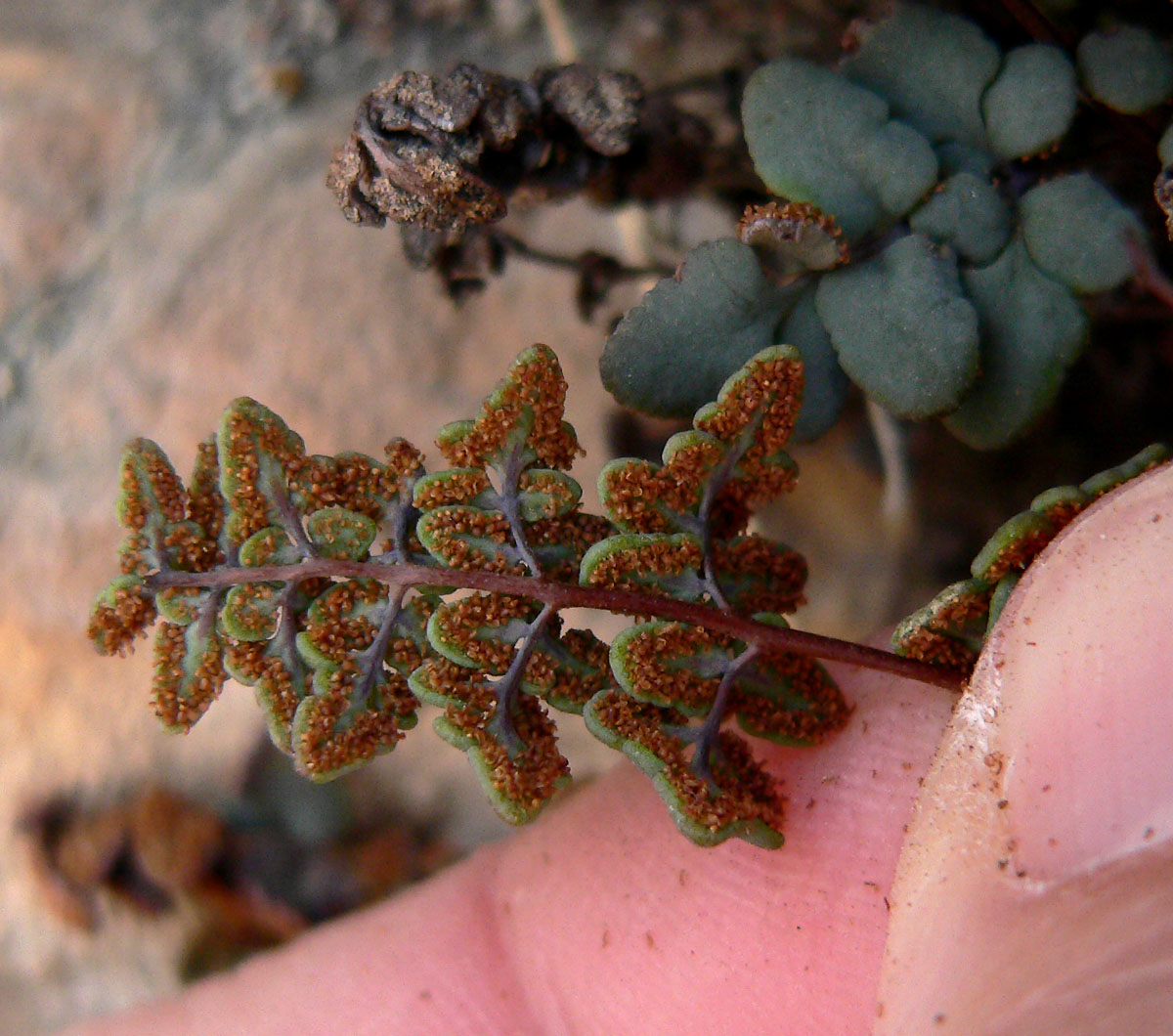